# Devadesátky
Devadesátky je český kriminální seriál, který měl premiéru na ČT1 9. ledna 2022 a který byl vysílán každou neděli do 13. února 2022. Na tvorbě scénáře se podíleli Josef Mareš a Matěj Podzimek, režie se chopil Peter Bebjak. „Pražskou mordpartu“ tvoří postavy ztvárněné Kryštofem Bartošem, Martinem Fingerem, Ondřejem Sokolem, Vasilem Fridrichem a Robertem Miklušem. 
Seriál získal Cenu filmových fanoušků a byl oceněn Českým lvem v kategorii nejlepší televizní seriál.

## O minisérii
Seriál slouží jako tzv. prequel k Případům 1. oddělení a odehrává se přibližně o dvacet let dříve, v době, která kromě svobody přinesla také vysoký nárůst kriminality. Zpracované případy jsou založeny na vyšetřování skutečných vražd, které se udály v letech 1993 a 1994 v Praze.
Seriál nesl pracovní název Divoká devadesátá a natáčení probíhalo od července do listopadu 2020. První tři díly seriálu byly poprvé uvedeny v září 2021 na mezinárodním festivalu Serial Killer.
Jak uvádí jeden ze scenáristů, Josef Mareš, bývalý vedoucí 1. oddělení: „Myslím, že autenticita vyšetřovaných případů je stejná, jako je tomu v Případech 1. oddělení. Co je autorská licence, to je určitě chování a vedlejší příběhy jednotlivých detektivů a jejich blízkého okolí. To je vymyšlené. Takže jen doufám, že se nebudou ozývat kolegové, kteří se v tom poznají, že by se takhle nezachovali. Není to dokument, je to hraná tvorba, tak to doufám budou brát. Já to tak beru taky. A jim za to dopředu děkuji.“

## Obsazení minisérie

### Hlavní role
| Kryštof Bartoš | por. Tomáš Kozák, nový vyšetřovatel na oddělení pražské mordparty |
| Martin Finger  | kpt. Václav Plíšek, zkušený operativec                            |
| Ondřej Sokol   | npor. František Tůma, operativec a parťák Plíška                  |
| Vasil Fridrich | mjr. Ivan Pauřík, vedoucí 1. oddělení                             |
| Robert Mikluš  | npor. Josef Korejs, vyšetřovatel                                  |

### Vedlejší role
| Patricie Pagáčová        | Ivana Kozáková, manželka por. Tomáše Kozáka   |
| Štěpánka Fingerhutová    | prostitutka Jana                              |
| Bořek Slezáček           | mafián Alexej                                 |
| Kateřina Marešová        | sekretářka Lucie Nováková                     |
| Martin Stránský          | plk. Josef Duchoň, šéf středočeské kriminálky |
| Pavel Batěk              | plk. Martin Zelňák, vedoucí týmu URNA         |
| Martin Davídek           | kpt. Michal Švarc, vedoucí výjezdu            |
| Jan Kolařík              | MUDr. Rudolf Beneš, soudní lékař              |
| Daniel Rous              | policejní ředitel plk. Mgr. Pavel Hackl       |
| Daniel Margolius         | npor. Aleš Dobrý, bývalý policista            |
| Radek Polák              | npor. Rudolf Kovář, kriminalista              |
| Miroslav Čáslavka        | npor. Honza Němec, kriminalista               |
| Tomáš Kolomazník         | David Berdych                                 |
| Marta Falvey Sovová      | Ludvika Jonáková                              |
| Michal Novotný           | Ivan Jonák                                    |
| Vojtěch Kotek            | Helmut Huger                                  |
| Albert Čuba              | František Mrázek                              |
| Richard Němec            | Antonín Běla                                  |
| Tomáš Turek              | Jan Janovský                                  |
| Zdeněk Stadtherr         | Lumír Verner                                  |
| Milan Enčev              | Tomáš Hložek                                  |
| Igor Orozovič            | Karel Kopáč                                   |
| Matouš Ruml              | Ludvík Černý                                  |
| Jaroslav Tomáš           | Vladimír Kuna                                 |
| Viktor Zavadil           | Petr Chodounský                               |
| Veronika Petrová         | Irena Meierová                                |
| Libor Jeník              | Aleš Skuherský (Aleš Katovský)                |
| Juraj Loj                | Leonardo Lehoveci (Leorent Lipoveci)          |
| Ondřej Malý              | Milan Lodr (Vlastimil Hodr)                   |
| Petra Jindrová           | Anna Medková                                  |
| Stanislav Majer          | Afrim Kryeziu                                 |
| Filip Brouk              | Jaroslav Meier                                |
| Jiří Panzner             | Lubomír Holý                                  |
| Matyáš Řezníček          | Al Altavi                                     |
| Jakub Štáfek             | Jiří Jíva                                     |
| Martin Kraus             | Petr Palička                                  |
| Jiří Konvalinka          | Petr Císař                                    |
| Jiří Stracený            | Milan Rada                                    |
| David Šír                | Miroslav Königsmark                           |
| Tomáš Kobr               | Tomáš Jeřábek                                 |
| Jiří Křižan              | Josef Vrabec                                  |
| Roman Slovák             | Jan Zajíc                                     |
| Roman Blumaier           | Oldřich Krejčík                               |
| Jana Provázková          | Iveta Suchá                                   |
| Karel Jirák              | Marcel Šiller                                 |
| Michael Aleš Bucifal     | Jiří Tokár                                    |
| Luboš Balog              | Jan Balog                                     |
| Tomáš Mrvík              | Michal Souček                                 |
| Filip Minařík            | Miroslav Opavan                               |
| Klára Miklasová          | Ivana Kulichová                               |
| Anna Janečková Bazgerová | sousedka Marie Šestáková                      |
| František Strnad         | navigátor Saša                                |
| František Večeřa         | vedoucí potápěčů Pavel                        |
| Matej Landl              | potápěč Jura                                  |

### Epizodní role
| Josef Mareš        | prap. Jan Vetchý (1. díl)           |
| Hynek Chmelař      | Josef Plavec (1. díl)               |
| Zdeněk Lambor      | JUDr. Karel Vorel (2. díl)          |
| Tomáš Sagher       | ppor. Jiří Koráb (2. díl)           |
| Aneta Červená      | manželka Černého (3. a 5. díl)      |
| Jan Jankovský      | Václav Kadlec (2. díl)}             |
| Lucie Ingrová      | Petra Macháčková (3. díl)           |
| Jan Vápeník        | npor. Vladimír Pětník (3. a 4. díl) |
| Gabriela Štefanová | Marta Němcová (4. díl)              |
| Petra Kosková      | reportérka (4. díl)                 |
| Petr Dolejs Koch   | kameraman TV Nova (5. a 6. díl)     |
| Vojtěch Babišta    | reportér Novák (5. a 6. díl)        |
| Ivo Novák          | Jiří Čadek (5. díl)                 |
| René Šmotek        | technik SVS (5. díl)                |
| Ondřej Černý       | Jindřich Paurket (6. díl)           |
| Marek Cisovský     | vedoucí výjezdu (6. díl)            |

## Seznam dílů
| Č. v seriálu | Název              | Rok děje    | Režie        | Scénář                      | Titulní píseň                        | Závěrečná píseň                            | Datum premiéry | Sledovanost |
| ------------ | ------------------ | ----------- | ------------ | --------------------------- | ------------------------------------ | ------------------------------------------ | -------------- | ----------- |
| 1            | Poprava bodyguarda | 1993 a 1994 | Peter Bebjak | Josef Mareš, Matěj Podzimek | Dr. Alban – It's My Life             | Aleš Brichta – Dívka s perlami ve vlasech  | 9. ledna 2022  | 1,883       |
| 2            | Král diskoték      | 1994        | Peter Bebjak | Josef Mareš, Matěj Podzimek | 2 Unlimited – No Limit               | Lucie – Sen                                | 16. ledna 2022 | 2,064       |
| 3            | Kleopatra          | 1994 a 1995 | Peter Bebjak | Josef Mareš, Matěj Podzimek | Mo-Do – Eins, Zwei, Polizei          | BSP – Líbám tě černou                      | 23. ledna 2022 | 1,978       |
| 4            | Přehrada           | 1995        | Peter Bebjak | Josef Mareš, Matěj Podzimek | The Outhere Brother – Boom Boom Boom | Alice – A to tě trochu bolí...             | 30. ledna 2022 | 2,089       |
| 5            | Sudy               | 1995        | Peter Bebjak | Josef Mareš, Matěj Podzimek | Coolio - Gangsta's Paradise          | Monika Načeva – Udržuj svou ledničku plnou | 6. února 2022  | 2,293       |
| 6            | Přiznání           | 1995        | Peter Bebjak | Josef Mareš, Matěj Podzimek | Ace of Base – Beautiful Life         | Chaozz – Vodopády                          | 13. února 2022 | 2,269       |

## Kontroverze
Seriálový npor. František Tůma v podání herce Ondřeje Sokola je vykreslen jako schopný, ale prodejný policista: nechal se zkorumpovat a spolupracoval s ruskojazyčnou mafií. Bývalý kriminalista František Havlovič, kterému tato postava odpovídá a který se spolu s kolegou Janem Štočkem zásadně podílel na odhalení orlických vrahů, tak v rozhovoru pro deník Právo neskrýval rozhořčení.